# 米尔-铁穆尔·雅库波夫
米尔-铁穆尔·米尔-阿列克佩罗维奇·雅库波夫（俄语：Мир Тейму́р Мир Алекпе́рович Яку́бов，1904年11月6日—1970年2月17日）阿塞拜疆人，苏联党和国家领导人。曾任阿塞拜疆苏维埃社会主义共和国最高苏维埃主席，阿塞拜疆共产党第一书记等职。

## 生平
- 1904年10月24日（格里历：11月6日）出生于沙俄巴库市的一户水手家庭。1916年毕业于巴库四年制俄阿双语学校。
- 1919年5月-1920年6月，巴库市“典范”公共浴池收银员。
- 1920年6月-1925年9月，巴库市苏维埃公共管理部门高级主管。
- 1925年9月-1926年6月，巴库市苏维埃组织部执行书记。
- 1926年8月，巴库市工人夜校毕业。
- 1926年9月-1930年7月，莫斯科土地测量研究所土地管理系学习。1927年加入联共（布）。
- 1933年5月-1934年9月，阿塞拜疆共产主义农业学院系主任，副院长。
- 1934年9月-1936年3月，阿塞拜疆农业部下属农业大学教师。
- 1936年3月-6月，阿塞拜疆共产主义农业学院、巴库土地管理学院任教。
- 1936年6月-1938年3月，阿塞拜疆共青团中央第一书记。其间加入克格勃三人法庭，参与斯大林组织的大清洗运动。
- 1938年3月-7月，阿塞拜疆共产党（布）中央第三书记。
- 1938年7月-1941年1月，阿塞拜疆苏维埃社会主义共和国最高苏维埃主席。
- 1940年3月-1941年3月，阿共（布）中央宣传鼓动部部长。
- 1941年3月-1950年5月，阿塞拜疆苏维埃社会主义共和国内务人民委员，内政部长。三级国安专员军衔。
- 1950年5月-1954年8月，苏联内务部工作，中将军衔。其间，1950年6月-1952年4月，阿共（布）中央第二书记；1952年4月-1953年4月，巴库州委第一书记。
- 1953年4月-1956年2月，阿共中央第一书记。
- 1954年-1957年，阿塞拜疆Khachmas罐头厂主任。1956年8月28日，因贝利亚与巴吉罗夫案被开除党籍。
- 1957年-1970年，Azprodstroy设计院工程师。
- 1970年2月17日于巴库逝世，享年65岁。

雅库波夫是苏共19大代表，第19届中央审计委员会委员；第1-3届苏联最高苏维埃民族院代表。

## 荣誉
- 列宁勋章
- 两次红旗勋章
- 红星勋章
- 劳动红旗勋章